# Koszary w Podbrodziu

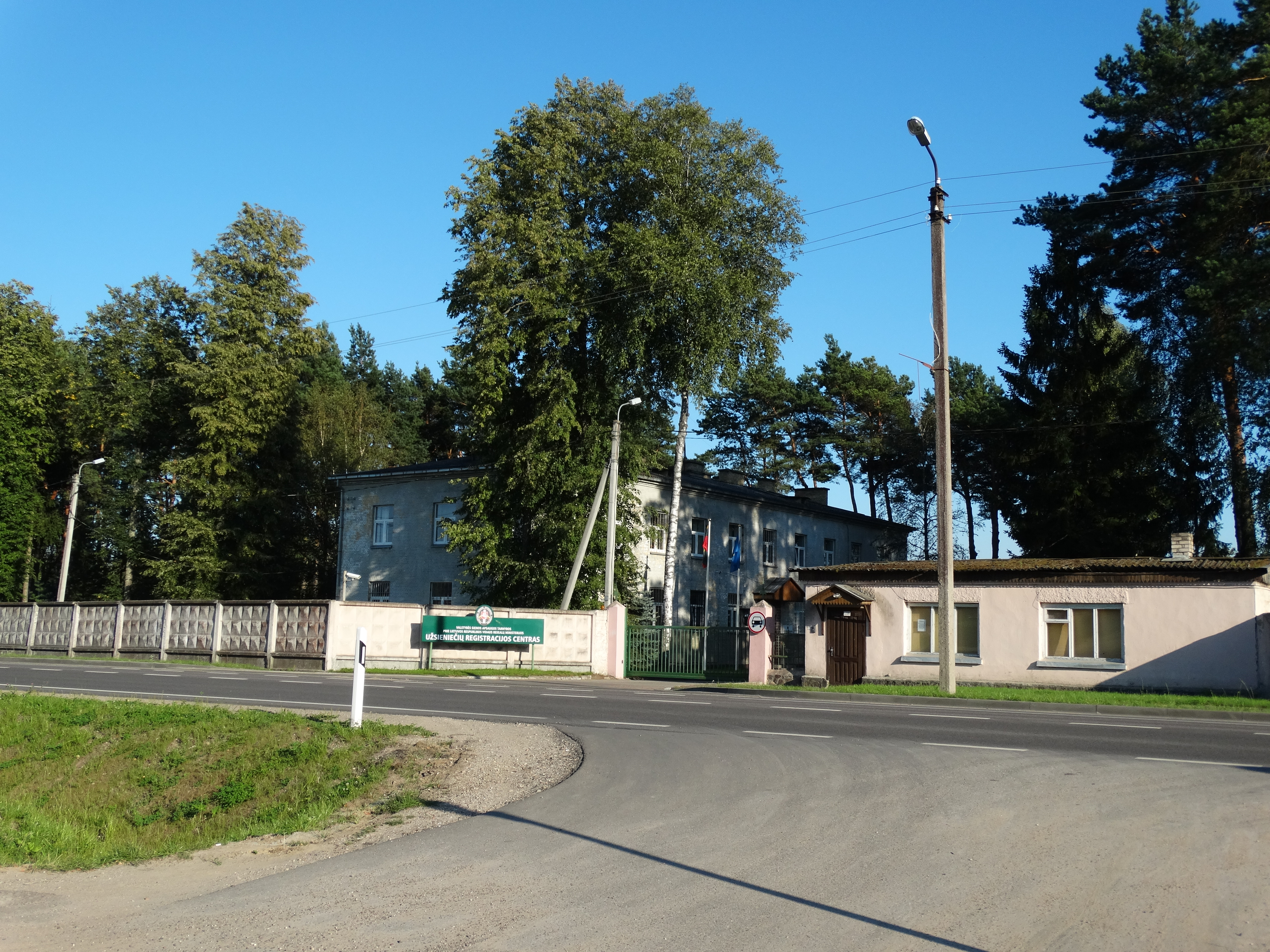
Dawny budynek dowództwa pułku

Koszary w Podbrodziu – kompleks koszarowy znajdujący się na terenie Podbrodzia.

## Charakterystyka
Latem 1930 rozpoczęto budowę koszar w Podbrodziu. Ich projektantem był Władysław Schwarzenberg-Czerny. Projekt charakteryzował się regularnym układem, w którym prostokątny plac apelowy miał być otoczony od zachodu koszarowcami szwadronowymi, od wschodu stajniami, na pół szwadronu każda, budynkami dowództwa i kwatermistrzostwa od północy, a magazynem mobilizacyjnym od południa. Pieniędzy wystarczyło jedynie na zrealizowanie części planów. Już 23 października wprowadził się do nich 2 szwadron 23 pułku Ułanów Grodzieńskich. Kolejne pododdziały dołączyły jesienią 1931, a szwadron ckm dopiero 10 listopada 1932.
Do dziś (2020) z koszar w Podbrodziu zachował się tylko jeden częściowo przebudowany obiekt, mieszczący pierwotnie dowództwo pułku (ul. Vilniaus 100). Pozostałe budynki znajdujące się na terenie dawnych koszar kawaleryjskich uległy zniszczeniu, a w ich miejsce w okresie powojennym pobudowano koszary dla potrzeb wojsk pancernych Armii Radzieckiej. Po odzyskaniu niepodległości przez Litwę, koszary stały początkowo nieużytkowane, a od 1997 cześć terenu zajęły agendy litewskiej straży granicznej. Znajduje się tu między innymi Centrum Rejestracji Cudzoziemców. Pamiątką po polskich kawalerzystach jest były kościół garnizonowy (ul. Bażnyćios 20).